# Episodi di Il commissario Köster (quindicesima stagione)
La quindicesima stagione della serie televisiva Il commissario Köster è stata trasmessa in prima visione negli Germania da ZDF dal 19 gennaio 1991.
| n. | Titolo originale              | Titolo italiano                   | Prima TV Germania | Prima TV Italia |
| -- | ----------------------------- | --------------------------------- | ----------------- | --------------- |
| 1  | Das Gericht                   | Un uomo affascinante              | 18 gennaio 1991   |                 |
| 2  | Ganz für sich allein          | Quattro indiziati per un omicidio | 22 febbraio 1991  |                 |
| 3  | Liebe und tod                 | Troppo tardi per incontrarlo      | 22 marzo 1991     |                 |
| 4  | Das Puzzle                    | Come un puzzle                    | 10 maggio 1991    |                 |
| 5  | Der Tagebuchmord              | I diari segreti                   | 7 giugno 1991     |                 |
| 6  | Grenzenlos                    | La donna venuta dall'Est          | 12 luglio 1991    |                 |
| 7  | Kälter als der Tod            | Un uomo da uccidere               | 2 agosto 1991     |                 |
| 8  | Der verlorene Sieg            | Perché ho ucciso                  | 6 settembre 1991  |                 |
| 9  | Der Geburtstag der alten Dame | Una madre possessiva              | 4 ottobre 1991    |                 |
| 10 | Lange Schatten                | Ombre del passato                 | 22 novembre 1991  |                 |
| 11 | Der Anschlag                  | Tentato omicidio                  | 27 dicembre 1991  |                 |